# Mathématiques précolombiennes

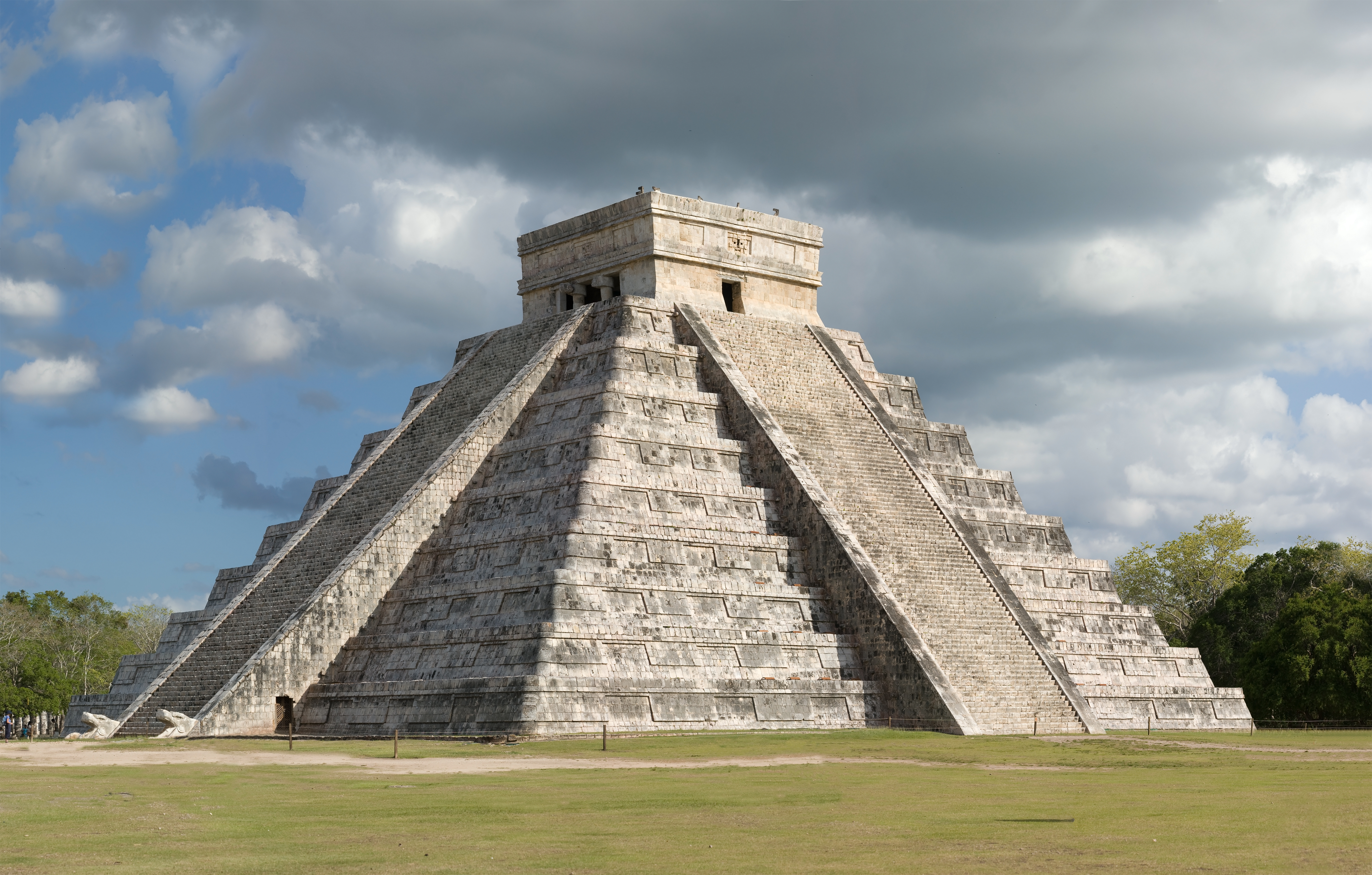
La pyramide de Kukulcán de Chichén Itzá est une des réalisations les plus emblématiques des civilisations précolombiennes.

Les mathématiques précolombiennes, dans l'histoire des mathématiques, englobent les connaissances en mathématiques que certaines civilisations précolombiennes ont développées. Ces civilisations autochtones sont créditées de nombreuses inventions : la construction des temples-pyramides, les mathématiques, les statistiques, l’astronomie, la médecine, l'écriture, les calendriers très précis.

## Chronologie générale
La plupart des sources disponibles portent sur les civilisations aztèque, maya et inca.
Des inscriptions archaïques sur les rochers et les murs de pierre partout au nord du Mexique (en particulier dans l'État de Nuevo León) montrent une propension précoce au comptage sur le territoire du Mexique. Le système arithmétique a été l'un des plus complexes au monde, avec un système de numération en base 20. Ces premières et anciennes marques de comptage ont été associées à des événements astronomiques et soulignaient l'importance de l’astronomie pour les indigènes du Mexique avant l'arrivée des Européens. En fait, la plupart des dernières civilisations mexicaines construisaient soigneusement leurs villes et leurs centres cérémoniels en fonction de certains événements astronomiques.
Chronologie fondée sur les données des articles sur chacune des civilisations (octobre 2012)
La partie supérieure (nuances de gris) correspond à l'aire nord-américaine.

La partie du milieu (couleurs chaudes) correspond à l'aire mésoaméricaine.

La partie inférieure (couleurs froides) correspond à l'aire sud-américaine.

## Olmèques
La première civilisation connue est la culture olmèque. Cette civilisation a établi le schéma culturel qui inspirerait toutes les civilisations autochtones successives au Mexique. La civilisation olmèque a débuté avec une production en abondance de poterie, vers 2300 avant notre ère. Entre 1800 et 1500 avant notre ère, les Olmèques ont consolidé leur pouvoir en constituant des chefferies qui établirent leur capitale sur un site connu aujourd'hui sous le nom de San Lorenzo Tenochtitlán. L'influence olmèque s’est étendue à travers le Mexique, en Amérique centrale, et le long du golfe du Mexique. Ils ont transformé le mode de pensée de beaucoup de peuples en instituant un nouveau mode de gouvernement, en inventant les temples-pyramides, l'écriture, l'astronomie, l’art, les mathématiques, l’économie et la religion. Leurs réalisations ont ouvert la voie à la grandeur de la civilisation maya à l'est et aux civilisations de l'ouest et du centre du Mexique.

### Écriture et calendrier
Caterina Magni évoque l'existence de glyphes, notamment sur la Stèle 13 de La Venta. Elle signale l'existence d'un cylindre-sceau provenant de Tlatilco remontant à 650 av. J.-C. témoignant déjà selon certains scientifiques de l'existence d'une forme d'écriture. Puis avec la découverte de la Stèle de Cascajal on peut penser que les spécialistes vont s'accorder à reconnaître que l'écriture est enfin identifiable dans la culture olmèque. Même si certains archéologues, à l'instar de David Grove et Christopher Pool ou Max Schvoerer, restent sceptiques sur l'authenticité de la stèle. En outre, la stèle C de Tres Zapotes, une des plus anciennes qui soient connues à ce jour, recourt à une graphie analogue à celle qu'adopteront plus tard les Mayas pour les chiffres (un point = 1, et une barre = 5). L'inscription évoquerait une date correspondant à 425, ou 432, av. J.-C.

### Liens avec les connaissances des Zapotèques
Les connaissances concernant les origines du peuple zapotèque sont vagues. Jusqu'à l'invasion espagnole, au XVIe siècle ils constituèrent le groupe le plus important de la vallée d'Oaxaca. (À l'époque de la conquête espagnole, la population des Zapotèques aurait été de trois cent mille à un million d’habitants). On estime qu'ils fondèrent de nombreux aspects de la culture méso-américaine en inventant la cité-État, le calcul en base 20, les rébus et un système de calendrier, toutes innovations qui furent parfois attribués aux Olmèques.

## Mayas

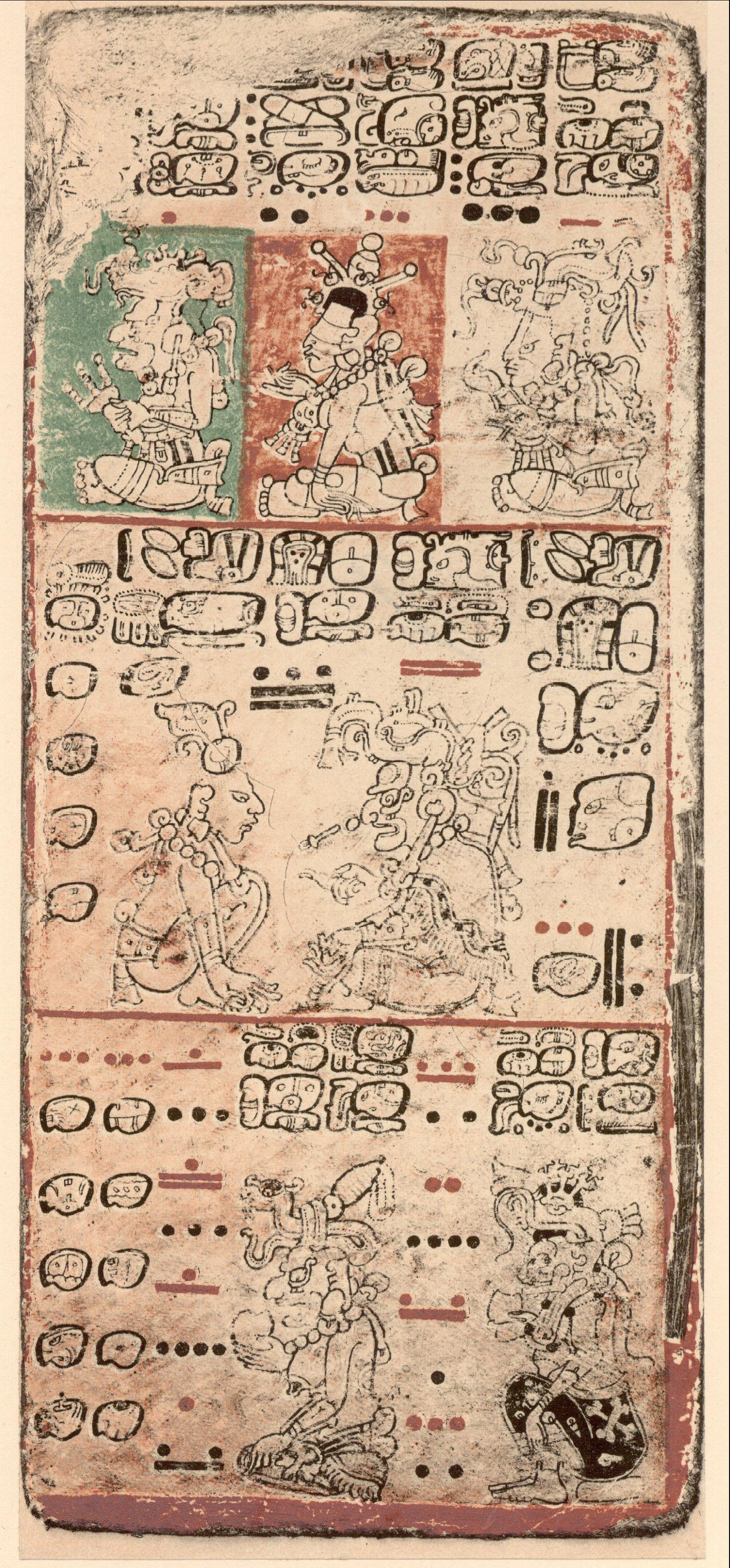
Page 9 du Codex de Dresde (édition Föstermann 1880).

La civilisation maya s'étend de 2600 av. J.-C. jusqu'à 1500 ans apr. J.-C. avec un apogée à l'époque classique du IIIe siècle au IXe siècle. L’apogée de la civilisation maya coïncida avec l’apogée de Teotihuacan. La période située entre 250 et 650 de notre ère fut une époque d'épanouissement intense des réalisations de la civilisation maya. Bien que les nombreuses cités-États mayas ne soient jamais parvenues à l'unité politique sur le modèle des civilisations du centre du Mexique, ils ont exercé une énorme influence intellectuelle sur le Mexique et l'Amérique centrale.

### Calcul calendaire et astronomie
Les mathématiques sont principalement numériques et tournées vers le comput calendaire et l'astronomie. Les Mayas utilisent un système de numération positionnel de base vingt (numération maya).
Les sources mayas sont issues principalement des codex mayas (écrits autour du XIIIe siècle). Mais ceux-ci ont été en grande majorité détruits par l'Inquisition espagnole en Amérique : au XVIe siècle, l’évêque espagnol Diego de Landa se vantait d’avoir brûlé « tous les livres de sorcellerie » des Mayas. Il ne reste donc de nos jours que quatre codex : les codex de Dresde, codex de Paris, codex de Madrid et codex de Grolier, dont le dernier est peut-être un faux.

### Mathématiques

Nombres mayas.

Les Mayas (ou leurs prédécesseurs olmèques) utilisaient un système en base 20 comprenant un sigle zéro (mais dont l'usage et donc le concept étaient différents du nôtre, cf. Numération maya). Les inscriptions montrent qu’ils étaient capables de manier de très grands nombres.
Le système mathématique de base 20 (vicésimal), c'est-à-dire à vingt chiffres élémentaires (nous utilisons un système de base 10, décimal), de même que leur méthode de positionnement graphique, leur permettait des calculs à l’infini. Cela leur a permis de mener des recherches astronomiques poussées dont le degré de précision est très impressionnant. Les prêtres et astronomes mayas ont estimé de façon très pointue la durée de l'année solaire, bien que dans la vie courante ils utilisent une année de 365 jours (cf. Calendrier maya). Par exemple, le calendrier grégorien déterminait l’année solaire à 365,2425 jours ; le calendrier maya, à 365,2420 jours ; et l’astronomie moderne 365,2422 jours. En clair, sept siècles avant les Européens, les Mayas ont été capables de déterminer la durée d’une année solaire avec une précision extrême. Il faudra attendre le XIXe siècle pour que les progrès techniques puissent affiner cette évaluation.
Leurs analyses astronomiques étaient très précises, leurs études du mouvement de la Lune et des planètes étaient remarquables pour des gens qui ne travaillaient qu’à l’œil nu.

#### Deux zéros mayas
Les scribes mayas utilisaient une numération vigésimale (à base vingt) et ils disposèrent de deux zéros distincts, marqués par des glyphes différents. De manière générale, ils distinguaient toujours soigneusement les durées (de nature 'cardinale') et les dates (de nature 'ordinale'), par exemple dans les almanachs divinatoires, en écrivant les premières en noir et les secondes en rouge. De même, ils distinguaient soigneusement les constituants de chiffre (par exemple : deux points '..' juxtaposés horizontalement pour former le chiffre ou le nombre 2) et les constituants de nombre (c'est-à-dire les chiffres constituant un nombre en écriture positionnelle, par exemple deux points ':' juxtaposés verticalement pour former le nombre 21, soit 'une-vingtaine un').
Le premier, que l'on peut appeler zéro cardinal, est un zéro de position, comme celui de la numération décimale ou de toute autre numération de position. Par exemple : 9.9.16.0.0. (codex de Dresde p. 24) note la durée 9-baktun 9-katun 16-tun 0-uinal 0-kin, c'est-à-dire la durée de 9 x 400 tun (année de compte de 360 jours) + 9 x 20 tun + 16 tun + 0 uinal (mois de 20 jours) + 0 kin (jour).
Le second ou zéro ordinal servait à noter le premier jour des 18 mois de vingt jours ou de la période complémentaire de cinq jours qui constituent l'année solaire (le ha'ab de 365 jours). Par exemple, le premier de l'an était un 0 Pop.
Le zéro ordinal est attesté pour la première fois par une pendeloque de jade (connue sous le nom de plaque de Leyde), et il date du 17/09/320 (apr. J.-C.). Sur cette pendeloque, le même glyphe apparaît aussi dans un contexte « littéraire » où il note le verbe désignant l'action de monter sur le trône, l'intronisation du roi dont la figure apparaît au recto de la plaque.
Le zéro cardinal apparaît pour la première fois sur les stèles 18 et 19 de Uaxactun, qui comptent trois occurrences de ce signe en position finale. On les trouve dans l'expression (redondante, puisque, dans ce double exemple, toutes les unités sont exprimées) d'une date en compte long (c'est-à-dire représentée par la durée exprimée en nombre de jours écoulés depuis l'origine de la chronologie maya, soit en 3113 av. J.-C.) : 8-baktun 16-katun 0-tun 0-uinal 0-kin. Le zéro cardinal maya est donc attesté depuis le 2 février 357.

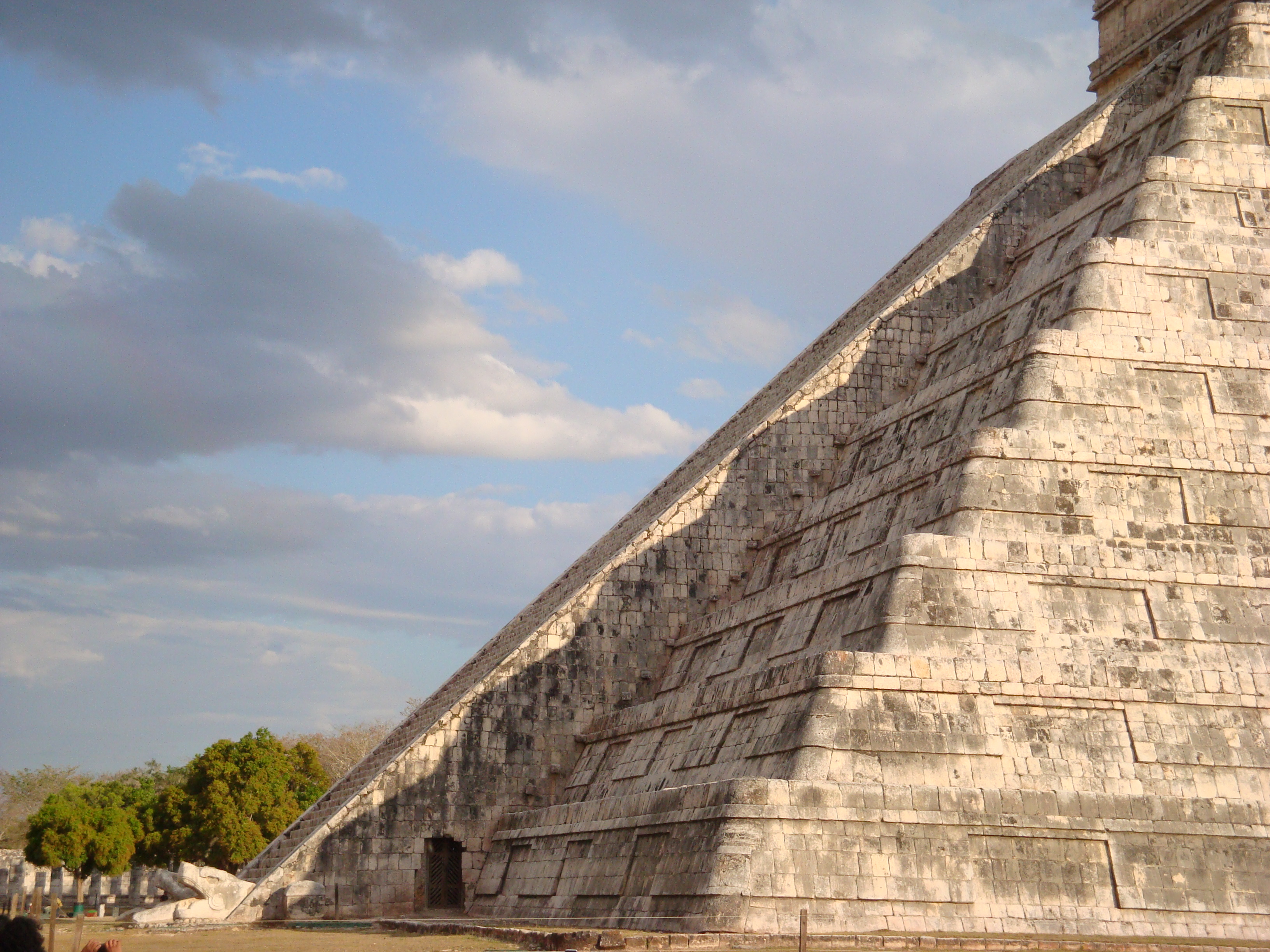
À Chichén Itzá, la sculpture de la bordure ouest de l'escalier nord de la pyramide de Kukulcán projette, lors des équinoxes, une ombre représentant l'arrivée du serpent à plumes, appelée communément « l'ascension et la descente de Kukulcán ».

### Observatoires
Astronomes méticuleux, les Mayas suivaient avec précision les évolutions d'objets célestes, plus particulièrement de la Lune et de Vénus. Beaucoup de temples sont orientés par rapport à ces astres.
Les temples ronds dédiés à la divinité Kukulkan sont souvent décrits comme les observatoires des Mayas, bien qu’il n’y ait pas d'indice qu’ils aient été utilisés à ce seul effet.

## Nazca
La  civilisation Nazca est une culture pré-incaïque du sud du Pérou qui se développa entre -200 et 600 ap.J-C. Elle est surtout connue pour ses géoglyphes, d’immenses lignes et figures tracées dans le désert proche de la ville actuelle de Nazca, ses aqueducs et par ses céramiques polychromes à motifs zoomorphes.
Elle s’est développée à partir de la culture Paracas qui date de l’époque antérieure appelée période Chavin ou Horizon ancien et parallèlement à la civilisation Mochica, qui occupait elle le nord de l'actuel Pérou.

### Géoglyphes

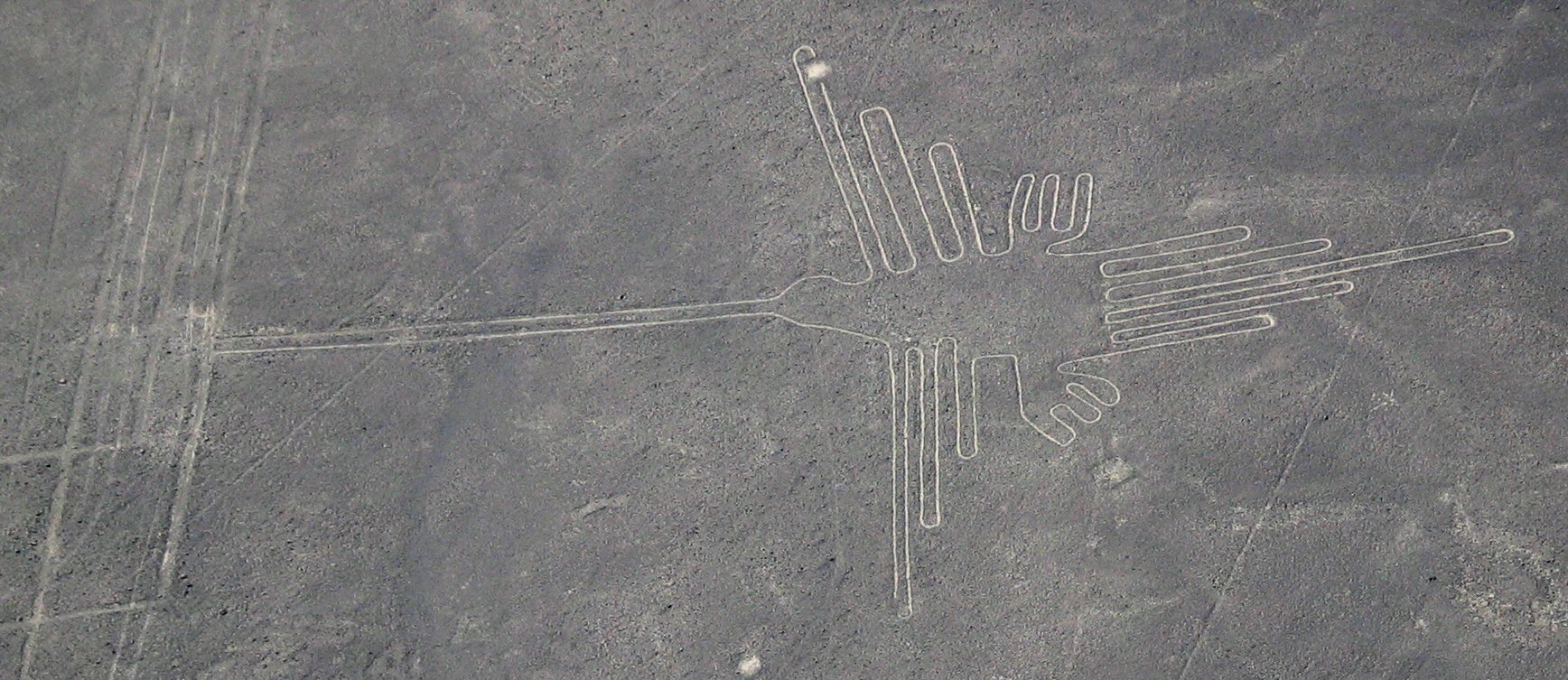
Géoglyphe nazca connu sous le nom de « Colibri ».

Les Nazcas ont également tracé d’immenses séries de figures géométriques ou d’animaux stylisés dans le sol aride. Ces géoglyphes remplissaient probablement une fonction rituelle, peut-être liée au cycle de l'eau dans une région devenant de plus en plus désertique.
Les milliers de dessins dispersés sur environ 3 900 km2 de désert, dans le sud du Pérou, ont été tracés sur un millénaire. Il s'agit surtout de figures naturalistes. Lignes et trapèzes ont été ajoutés plus tard. On ignore encore leur signification et pourquoi ils ont changé au fil du temps. Mais ils jouaient sans doute un rôle capital dans les rituels pour que la pluie tombe sur les Andes et irrigue les champs.
D'après l'archéologue Giuseppe Orefici, les géoglyphes sont dessinés en grattant le sol, dégageant le sol clair des roches sombres. Le climat sec de la région, la nature du terrain et l'absence de végétation font que ces dessins sont toujours visibles aujourd'hui, après 2000 ans.
On a dénombré plus de 350 de ces dessins, qui représentent soit des formes géométriques, comme des lignes droites ou des spirales, soit des animaux du panthéon nazca.
Plusieurs théories tentent de les expliquer, telles l'utilisation de moyens aériens et l'utilisation de techniques de dessin. Ces théories ont fait l'objet d'expériences d'archéologie expérimentale.

#### Calendrier astronomique
D'après la mathématicienne allemande Maria Reiche, qui a consacré la majeure partie de sa vie à l'étude archéologique et à la préservation du site, les géoglyphes formeraient un immense calendrier astronomique, dont les lignes pointent vers des étoiles remarquables ou des constellations (Bibliographie-1).
Cette théorie est contestée en 1968 par l'astrophysicien américain Gerald Hawkins, d'après les recherches qu'il avait réalisées en se fondant sur des calculs informatiques. En reconstituant la carte du ciel telle qu'elle était à l'époque des Nazca, il affirma avoir démontré que 80 % des géoglyphes n'avaient aucune relation avec les constellations importantes. Toutefois, ses recherches furent finalement démolies à cause d'une erreur de méthodologie grave. Il avait reconstitué la carte du ciel en se fondant sur celle de Stonehenge, qui n'est pas dans le même hémisphère.
Selon Maria Reiche, la figure de l'araignée serait une projection anamorphique de la constellation d'Orion. Trois des lignes droites aboutissant à la figure auraient servi à suivre les déclinaisons des trois étoiles de la ceinture d'Orion. Cependant, elle ne fournit aucune explication pour les 12 autres lignes de la figure, ainsi que le fait remarquer Anthony F. Aveni.

## Incas
La civilisation inca (1400-1530) a développé un système de numération positionnel en base 10 (donc similaire à celui utilisé aujourd'hui). Ne connaissant pas l'écriture, ils utilisaient des quipus pour « écrire » les statistiques de l'État. Un quipu est un encordage dont les cordes présentent trois types de nœuds symbolisant respectivement l'unité, la dizaine et la centaine. Un agencement des nœuds sur une corde donne un nombre entre 1 et 999 ; les ajouts de cordes permettant de passer au millier, au million, etc.

### Écriture

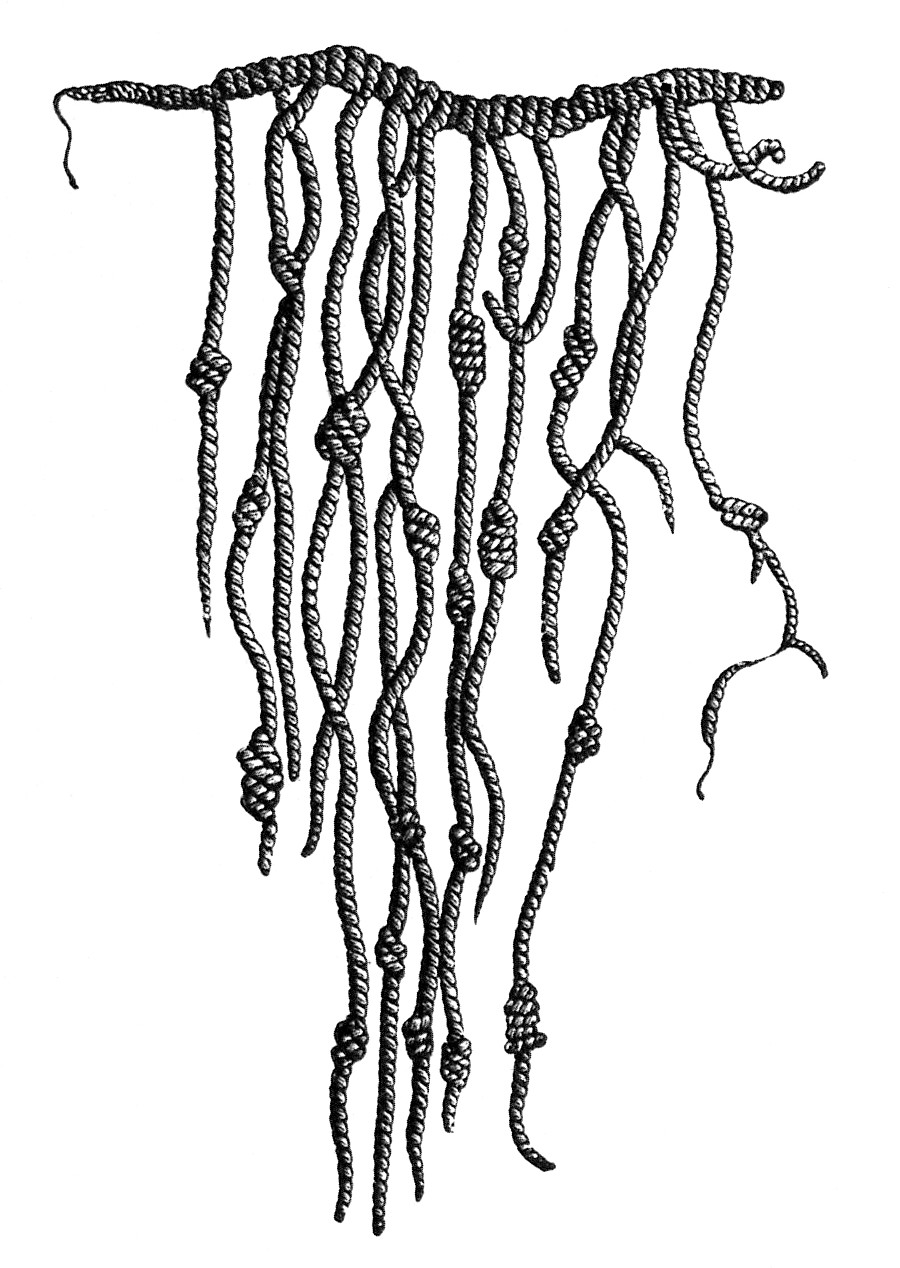
Exemple de quipu

Alors que l'empire inca était très structuré et bureaucratisé, l'écriture n'y a apparemment pas existé.
En revanche, un système de quipus a été mis en place. Les quipus sont des messages codés sous la forme de nœuds de différentes sortes sur des fils de laine, coton ou autre matériau et de différentes couleurs. Ces quipus servaient aux statistiques de l'État : recensement très précis (nombre d'habitants par âge et par sexe), nombre d'animaux, état des stocks, tributs payés et dus des différents peuples, enregistrement de l'ensemble des entrées et sorties de marchandises des entrepôts de l'État, etc. Seuls les administrateurs connaissaient la clé des quipus : c'étaient les quipucamayocs. Ce système de quipus était aussi utilisé par les dirigeants des provinces pour transmettre les nouvelles importantes à l'Inca.
Il semblerait que les quipus aient aussi servi à notifier les grandes dates de l'Histoire et à consigner certains récits ou secrets religieux mais ceux-ci restent indéchiffrables de nos jours contrairement à certains quipus de statistiques.
Les récentes découvertes de Ruth Shady sur le site de Caral ont démontré que les quipus étaient connus par les civilisations précolombiennes il y a près de 4 500 ans.

#### Principe
Les quipus sont un système d'écriture des nombres exprimés dans un système de numération positionnel en base 10. Chaque cordelette comporte trois types de nœuds distincts :
- Des nœuds simples (demi-nœuds), chacun représentant une unité, au plus au nombre de neuf ;
- Des nœuds compliqués, formés d'un demi-nœud auquel on ajoute un ou plusieurs tours, chacun représentant une dizaine, au plus au nombre de neuf ;
- Des nœuds de huit, chacun représentant une centaine, au plus au nombre de neuf.

Un tel alignement de nœuds sur une cordelette permettait de former un nombre entier inférieur ou égal à 999. Dans cette écriture des entiers, le 0 était remplacé par l'absence de nœuds de tel ou tel type.
L'écriture d'un entier supérieur demandait l'utilisation de plusieurs cordelettes. L'ajout d'une seconde cordelette attachée à la première permettait de passer 999 à 1 000. Une éventuelle troisième cordelette attachée alors à la seconde permettait le passage de 999 999 à 1 000 000.
Exemple : 203 956 demande deux cordelettes :
- La première cordelette comporte 9 nœuds de huit, 5 nœuds compliqués, 6 nœuds simples ;
- La seconde comporte 2 nœuds de huit, aucun nœud compliqué, 3 nœuds simples.

La première cordelette était attachée à une corde.

## Aztèques
Les Aztèques sont la seule culture précolombienne à avoir laissé des documents d'arpentage, qui sont très précis[contexte nécessaire]. Le Codex Vergara en est un exemple.

## Conséquences à l'époque contemporaine
Outre comme sujet d'études même, les mathématiques précolombiennes engendrent des progrès en pédagogie des mathématiques. À la base, par exemple, exposer les étudiants à différentes façons de penser les mathématiques développe leur appréciation du multiculturalisme et démontre que c'est une activité humaine universelle.